# Phineas-Priesterschaft
Als Phineas-Priesterschaft (englisch Phineas Priesthood, manchmal auch Phinehas Priesthood) wird eine antisemitische, rassistische, rechtsterroristisch agierende Strömung nicht organisierter Personen innerhalb der Christian-Identity- beziehungsweise White-Supremacy-Bewegung in den Vereinigten Staaten bezeichnet. Ihre Ideologie basiert maßgeblich auf dem 1990 vom US-amerikanischen Rechtsextremisten und Christian-Identity-Anhänger Richard Kelly Hoskins verfassten Buch Vigilantes of Christendom: The Story of the Phineas Priesthood.
In Hoskins’ Werk werden die Phineas-Priester als von Gott berufene Beschützer der göttlichen Ordnung beschrieben. Dabei bezieht sich dieser auf die biblische Gestalt des für die Gruppierung namensgebenden Phineas, der Gottes Lob und Zuwendung dadurch erhält, dass er den Israeliten Simri und dessen midianitische Gespielin Kosbi tötet, die sich des Götzendienstes schuldig gemacht hatten, und so die gottgegebene Ordnung wiederherstellt.
Der Gruppierung werden mehrere schwere Straftaten und Anschläge zugerechnet, darunter eine Reihe von Bombenanschlägen und Bankrauben im Jahr 1996 in Spokane, Washington, sowie der Beschuss mehrerer öffentlicher Gebäude und der Versuch der Brandstiftung in Austin, Texas, im Jahr 2014.
Im Jahr 2012 löste Drew Bostwick, ein „Priester“ in der Aryan Nations, August B. Kreis III. als Anführer der Phineas-Priesterschaft ab.